# Johann Peter Pichler

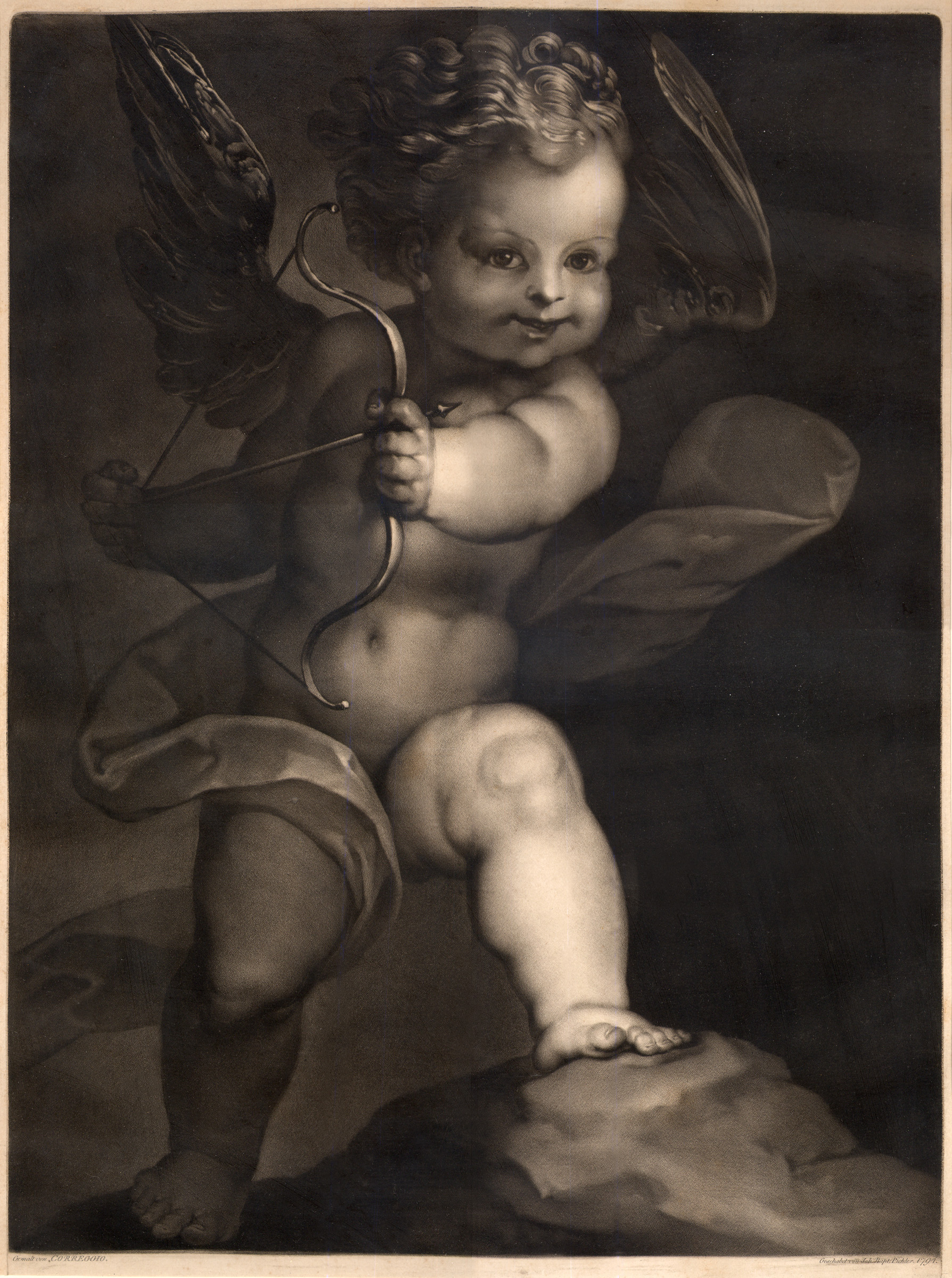
Mezzotint Amor als Bogenschütze nach Correggio, 1794

Johann Peter Pichler, auch Johann Baptist Pichler (* um 13. Mai 1765 in Bozen; † 18. März 1807 in Wien), war ein österreichischer Mezzotintokünstler und Bildnisstecher.

## Leben
Johann Peter Pichler bildete sich an der Akademie der bildenden Künste Wien und an der 1768 gegründeten k. k. Zeichnungs- und Kupferstecherakademie bei Jacob Matthias Schmutzer (1733–1811) und Johann Jacobé (1733–1797) aus und hielt sich sodann im Auftrag von Fürst Leopold III. zur Ausführung mehrerer Platten für die in Dessau neu errichtete Chalkographische Gesellschaft längere Zeit in Dresden auf. Er wirkte daselbst als Professor der Schabkunst. Nach seiner Rückkehr nach Wien heiratete Pichler eine Tochter seines Meisters Jacobé. Johann Peter Pichler starb 18. März 1807 in Wien.

## Werke
- Magdalena und Johannes nach Battoni
- Die fliehende Myrrha nach Poussin
- Venus nach Tizian
- Omphale nach Domenichino
- Amor nach Correggio

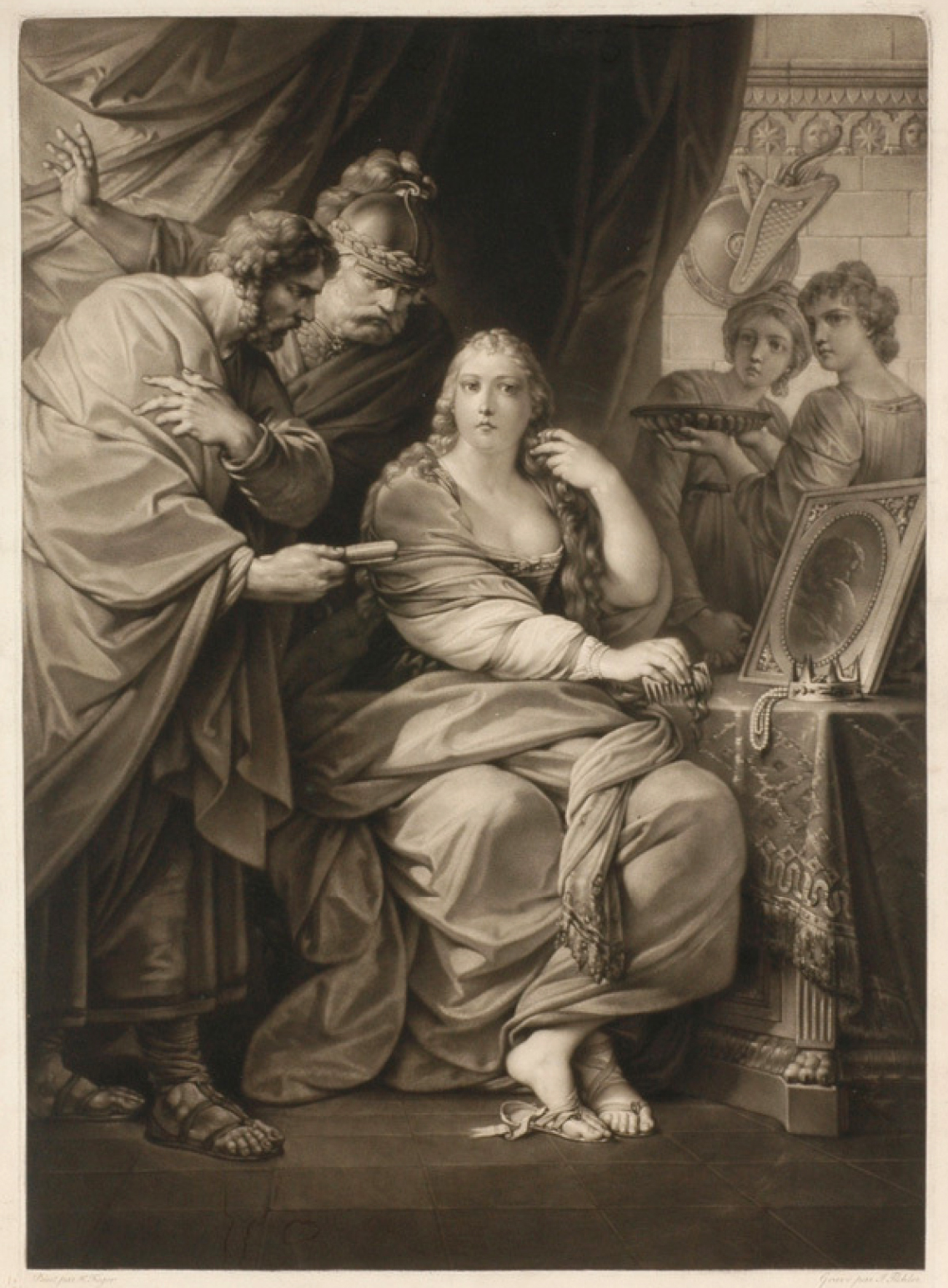
Cleopatra nach Heinrich Friedrich Füger
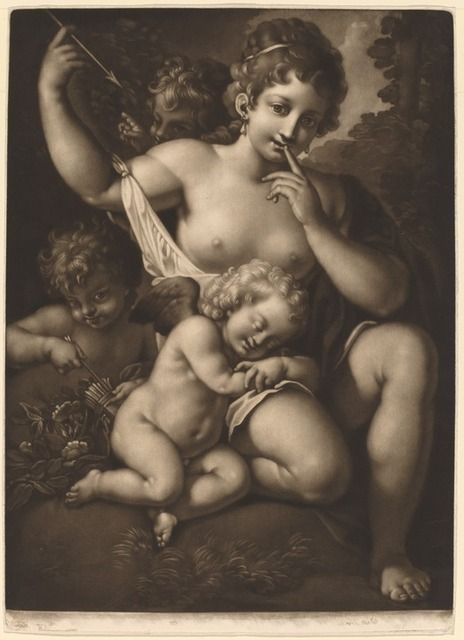
Venus und Amor
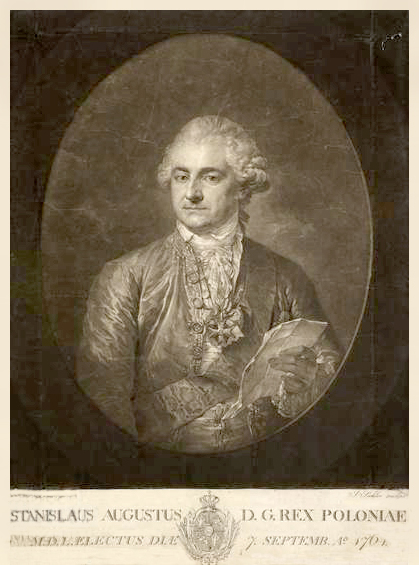
König Stanislaus August Poniatowski
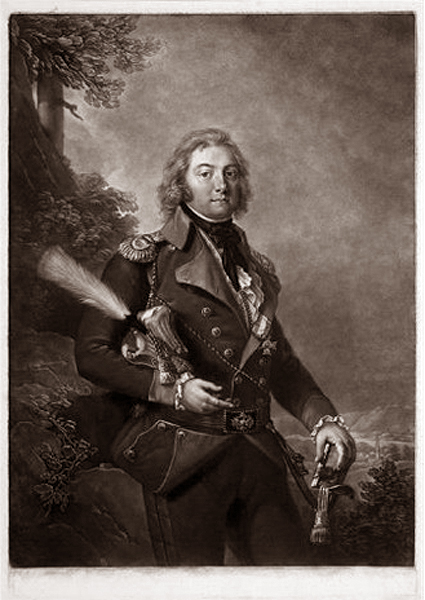
Karl von Schwarzenberg nach Friedrich Oelenhainz
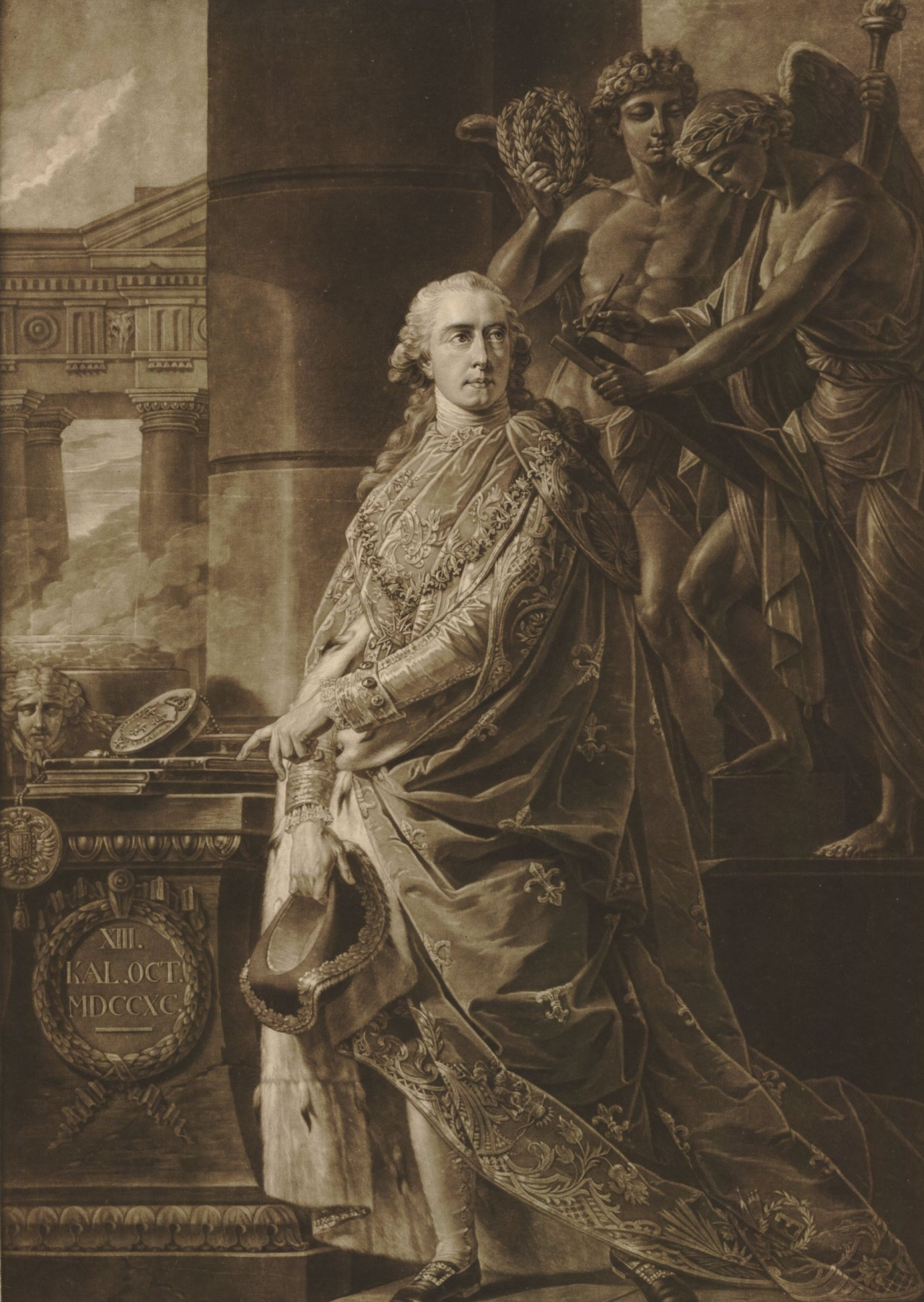
Porträt eines Adligen (wahrscheinlich Emmanuel Marie Louis, Marquis de Noailles (1743–1822), französischer Botschafter in Wien, 1783–92)
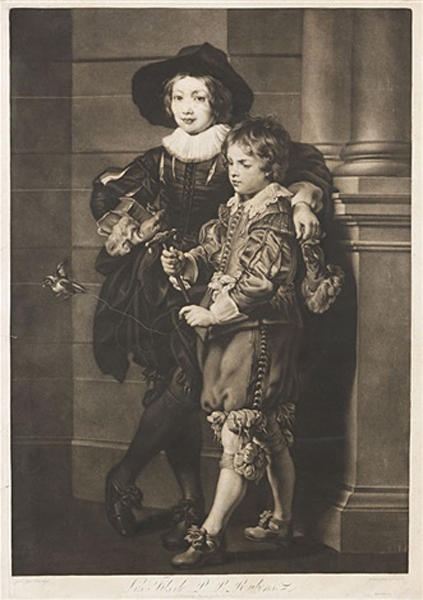
Kinder von Peter Paul Rubens